# Харченко Олександр Олександрович
Олекса́ндр Олекса́ндрович Ха́рченко (нар. 18 липня 1960, Калуш, Станіславська область) — український журналіст, генеральний директор «Укрінформу» (2014—2023)..

## Життєпис
Олександр Харченко розпочав трудову діяльність 1977 року як кореспондент газети «Молода гвардія».
1978 року вступив до Київського державного університету імені Тараса Шевченка, факультет журналістики, який закінчив 1983 року.
Від жовтня 1983 до 1990 працював кореспондентом, згодом заввідділу газети «Молода гвардія». Від серпня 1990 по квітень 1993 він редактор відділу — відповідальний секретар журналу «Ранок», від квітня 1993 по травень 1996 — завідувач економічної редакції УНІАН. Від травня 1996 по березень 1997 — заступник головного редактора газети «День». Від березня по жовтень 1997 — редактор журналу «Мир денег», з листопада 1997 по грудень 1998 — заступник головного редактора газети «Всеукраинские Ведомости». Від січня 1999 — головний редактор УНІАН.
15 травня 2012 Олександра Харченка змістили з посади головного редактора, після чого 47 працівників УНІАН підписали заяву з вимогою повернути його на цю посаду.
19 березня 2014 року призначений генеральним директором національного інформаційного агентства «Укрінформ». 9 листопада 2023 року увільнений зі займаної посади.
З січня 2024 - головний продюсер у медіахолдингу «Нова інформація», до якого входять онлайн-видання Gazeta.ua та друкований журнал «Країна».
В журналістській діяльності спеціалізується на економічній тематиці.
Володіє англійською мовою. Захоплюється тенісом, подорожами.

## Громадська діяльність
Член Національної спілки журналістів України. З 2017 року — член правління НСЖУ.
Входить до Поважної ради Громадської ініціативи «Орден святого Пантелеймона»

## Відзнаки
- Кавалер Ордена «За заслуги» III ступеня (2018 — За вагомий особистий внесок у розвиток вітчизняної журналістики, багаторічну сумлінну працю, високий професіоналізм та з нагоди 100-річчя заснування Українського національного інформаційного агентства «Укрінформ»[9]).